# Grand duo concertant de Weber
Pour les articles homonymes, voir duo concertant.
Le Grand duo concertant pour clarinette et piano en mi bémol majeur, J204 (Op. 48), a été composé par Carl Maria von Weber entre 1815 et 1816.
C'est une pièce virtuose pour les deux instruments. Weber a probablement composé le morceau pour lui-même (au piano) et son ami Heinrich Baermann, brillant clarinettiste de l'époque, mais il a également été suggéré que la pièce était destinée au clarinettiste Johann Simon Hermstedt.
Les deuxième et troisième mouvements ont été achevés avant le premier et ont probablement été joués en 1815 devant le roi Maximilien Ier de Bavière au château de Nymphembourg. Pendant la composition, Weber avait donné à la pièce le titre de sonate. Mais ce titre a été finalement abandonné. Ce choix reflète le caractère de l'œuvre qui permet une mise en valeur de la virtuosité des deux instrumentistes plutôt que d'être une œuvre classiquement structurée et intégrée.

## Structure
Les trois mouvements sont les suivants :
1. Allegro con fuoco
2. Andante con moto
3. Rondo: Allegro

Le premier mouvement est en forme sonate. Le deuxième mouvement est un Andante en ut mineur, et le final est un rondo chantant en mi bémol majeur. Le critique musical britannique John Warrack suggère que l'œuvre pourrait être baptisée « double concerto sans orchestre », étant donné le caractère hautement virtuose des deux parties.

### Ouvrages généraux
- François-René Tranchefort, Guide de la musique de chambre, Paris, Fayard, coll. « Les Indispensables de la musique », 1987, 996 p. (ISBN 2-2130-2403-0, OCLC 21318922, BNF 35064530), p. 927-932.

### Monographies
- Jean-Luc Caron et Gérard Denizeau, Carl Maria von Weber, Paris, bleu nuit éditeur, coll. « horizons » (no 73), 2019, 176 p. (ISBN 978-2-358-84087-3).
- John Warrack (trad. Odile Demange), Carl Maria von Weber, Paris, Fayard, 1987, 480 p. (ISBN 978-2-213-01979-6).

## Source de la traduction
- (en) Cet article est partiellement ou en totalité issu de l’article de Wikipédia en anglais intitulé « Grand Duo Concertant (Weber) » (voir la liste des auteurs).